# Походяшин, Григорий Максимович
Григорий Максимович Походяшин (ок. 1760 — 1820) — российский масон, сподвижник Николая Ивановича Новикова, московский благотворитель. От своего отца, Максима Михайловича Походяшина, унаследовал многомиллионное состояние, которое полностью потратил на помощь нуждающимся и просветительские мероприятия Новикова, умер в бедности.

## Биография
Родился в семье верхотурского купца. Был младшим ребёнком, у него было два брата: Василий и Николай (иногда упоминается ещё один брат, Михаил). Их отец вместе с братьями занимался в Верхотурье извозчицким помыслом и торговлей. Скопив первоначальный капитал, открыл в 1740 году винокуренные заводы, в 1752 году записался в верхотурские купцы, держал местный винный откуп, затем занялся откупами в других местах Сибири. С 1755 года занялся горным производством, открыл заводы, занимался изысканием медных и железных руд. Приобретя значительное состояние, в 1777 году причислился в купечество первой гильдии своего родного города.
Дети Походяшина-старшего воспитывались в дворянской традиции. Для образования им были наняты учителя, обучавшие сыновей купца на дому. Для Николая и Григория отец избрал военную карьеру. Григорий Максимович Походяшин в 1774 году поступил в лейб-гвардии Преображенский полк солдатом, в 1783 году дослужился до поручика, в 1786 году — до капитана. В отставку вышел рано, в звании премьер-майора. Поступил на гражданскую службу, имел чин надворного советника.
К 1780-м годам Николай и Григорий Походяшины (старший брат Василий рано умер) благодаря военной службе получили потомственное дворянство Пермской губернии.
Будучи молодым офицером, Походяшин был принят в масоны в Санкт-Петербурге Георгом Розенбергом. В 1785 году, приехав в Москву, познакомился через известного масона Фёдора Петровича Ключарёва с Николаем Ивановичем Новиковым. Вскоре после этого уехал из Москвы, а по возвращении был принят в «Теоретический градус» и сделался усерднейшим почитателем масонов, в особенности Новикова. Выдающаяся личность последнего произвела на Походяшина такое впечатление, что он исполнился к нему чувством, близким к благоговению.
В 1787 году неурожай в России привёл к голоду. Николай Новиков, призывая своих товарищей-мартинистов к пожертвованиям в пользу пострадавших от неурожая, обратился к ним с речью. Походяшин так был тронут выступлением своего кумира, что тут же заявил о желании вручить Новикову часть своего состояния (до 300 000 рублей). В 1791 году он продал в казну свои и брата заводы за 2,5 млн рублей и стал жертвовать капиталы на просветительно-благотворительные предприятия Новикова и его друзей, например, на расходы по «типографической компании». Перед тем как Новиков был арестован в 1792 году, Походяшин внес 80 000 рублей в счёт уплаты части долгов компании, а в год ареста купил у компании книжный магазин, который, однако, тотчас же был конфискован. Из следственного дела над Новиковым видно, что пожертвования Походяшина не ограничивались указанными суммами, в частности, упоминаются его облигации на 375 000 рублей, выданные Новикову на поддержание его предприятия.
Благотворительность Походяшина привела к потере им наследного состояния, но он не думал о возвращении своих капиталов. В 1801 году для обеспечения финансовой поддержки Новикова решено было образовать опеку, и Походяшин был назначен распоряжаться этим делом. В 1803 году Походяшин составил опись его книжного магазина и издал в 1803 году каталог «Роспись Российским книгам по материям, продававшимся в Москве в каменных лабазах на берегу Москвы реки» (также «Роспись книгам дружеского ученого общества»). В 1804 году ему было разрешено разыграть книжный магазин в лотерею. Розыгрыш состоялся в 1805 году.
Походяшин умер в 1820 году в нищете. Источники указывают, что последним его имуществом был портрет Новикова, висевший над смертным одром.